# Nobuhisa Yamada
Nobuhisa Yamada (jap. 山田 暢久, Yamada Nobuhisa; * 10. September 1975 in Fujieda, Präfektur Shizuoka) ist ein ehemaliger japanischer Fußballspieler.

## Nationalmannschaft
2002 debütierte Yamada für die japanische Fußballnationalmannschaft. Yamada bestritt 15 Länderspiele und erzielte dabei ein Tor. Mit der japanischen Nationalmannschaft qualifizierte er sich für die Konföderationen-Pokal 2003.

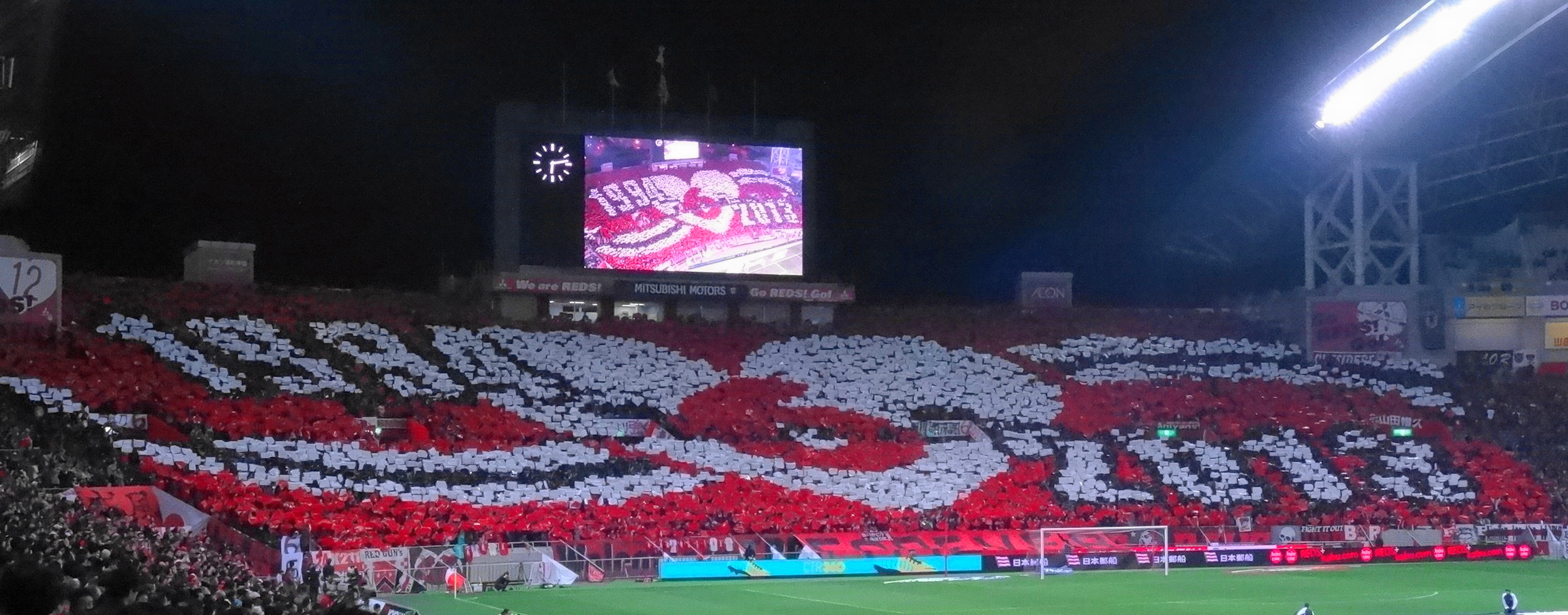
Choreographie von Fans des Urawa Red Diamonds zu Ehren von Nobuhisa Yamada.

## Errungene Titel
- J. League: 2006
- Kaiserpokal: 2005, 2006
- J. League Cup: 2003